# رولاند حنا
رولاند حنا (بالإنجليزية: Roland Hanna)‏ هو عازف بيانو وملحن أمريكي، ولد في 10 فبراير 1932 في ديترويت في الولايات المتحدة، وتوفي في 13 نوفمبر 2002 في هاكينساك في الولايات المتحدة.

## وصلات خارجية
- رولاند حنا على موقع IMDb (الإنجليزية)
- رولاند حنا على موقع ميوزك برينز (الإنجليزية)
- رولاند حنا على موقع أول ميوزيك (الإنجليزية)
- رولاند حنا على موقع ديسكوغز (الإنجليزية)